# Don't It Make You Want To Go Home
"Don't It Make You Want to Go Home" är en country låt skriven och komponerad av Joe South som släppte låten som singel 1969 samt på albumet med samma namn.
South producerade och arrangerade inspelningen. Singeln hade b-sidan ”Hearts Desire” som även den skrevs av South. På singeln kallas Joe Souths band ”the Believers” som bestod av hans bror Tommy South och svägerskan Barbara South. 
I inspelningar med andra artister förekommer ibland varianten ”Don’t it Make You Wanna Go Home” som avser samma låt men med uttalsskillnad i ordet Want. 
"Don't It Make You Want to Go Home" blev en hit på både pop, country och Adult Contemporary-listorna i både USA och Canada samt en top-20 hit i Australien.
Listplacering av Souths version
| Lista (1969)                      | Placering |
| --------------------------------- | --------- |
| Australia (Go-Set)                | 14        |
| Canada RPM Top Singles            | 42        |
| Canada RPM Adult Contemporary     | 18        |
| Canada RPM Country                | 11        |
| U.S. Billboard Hot 100            | 41        |
| U.S. Billboard Adult Contemporary | 16        |
| U.S. Billboard Country            | 27        |
| U.S. Cash Box Top 100             | 47        |

Brook Bentons version
Brook Benton släppte 1970 en cover på "Don't It Make You Want to Go Home" på sitt album Homestyle. Bentons version hamnade som bäst på plats 45 på Billboard Hot 100 och plats 41 på den kanadensiska hitlistan. På Adult contemporary placerade den sig som bäst på en fjärdeplats, vilket var högre än Souths singel. 
Listplacering av Bentons version
| Lista(1970)                       | Placering |
| --------------------------------- | --------- |
| Australia (Go-Set)                | 13        |
| Canada RPM Top Singles            | 41        |
| U.S. Billboard Hot 100            | 45        |
| U.S. Billboard Adult Contemporary | 4         |
| U.S. Billboard R&B                | 31        |
| U.S. Cash Box Top 100             | 48        |